# Montfarville
Montfarville är en kommun i departementet Manche i regionen Normandie i norra Frankrike. Kommunen ligger i kantonen Quettehou som tillhör arrondissementet Cherbourg. År 2022 hade Montfarville 798 invånare.

## Befolkningsutveckling
Antalet invånare i kommunen Montfarville
| Referens: INSEE |